# Leone Tommasi

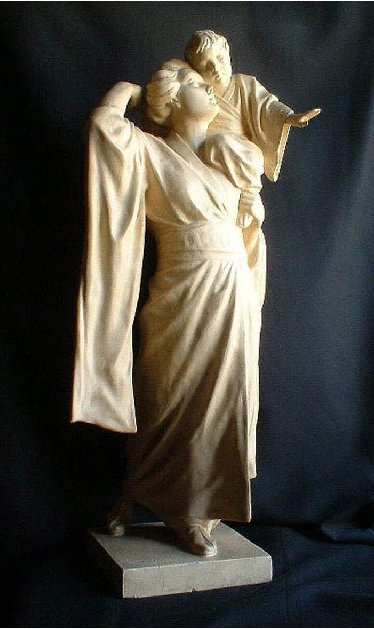
«Mariposa», de Leone Tommasi.

Leone Tommasi (Pietrasanta; 1903 - 1965); pintor y escultor italiano. Transformó su ciudad natal  en un centro de trabajo artístico del mármol.

## Biografía
Leone Tommasi nació en Pietrasanta, Italia, lugar donde pasó la mayor parte de su vida. Estudio primero en la Academia de Bellas Artes de Roma y la de Brera en Milán, donde se diplomó con Achille Alberti en 1926.
Durante 20 años fue profesor en la Escuela de Arte Estático de Pietrasanta. A pesar de haberse dedicado extensamente a la escultura, fue un eximio pintor, considerado el más grande acuarelista de su época.
Entre 1950 y 1954 viajó a la Argentina para realizar las grandes estatuas de contenido social que se colocaron en el frontispicio superior de la Fundación Eva Perón y las proyectadas estatuas a Juan Domingo Perón y Evita. La estatua de Perón había sido diseñada para medir 62 metros, pero nunca llegó a ser construida. Durante la dictadura autotitulada Revolución Libertadora, que derrocó al presidente Perón en 1955, las estatuas fueron destruidas y arrojadas al Riachuelo. En 1996, el presidente Carlos Menem encargó su búsqueda en el fondo del río, encontrándose tres. Actualmente, las mismas adornan la quinta de San Vicente, donde fueron depositados los restos de Perón.
Fue gracias a Tommasi que Pietrasanta inició su florecimiento como centro de los grandes artistas del mármol. Ha sido llamada por eso la pequeña Atenas.

## Obra
Algunas de sus obras pueden encontrarse en:
- Tres estatuas que integraban la estatua de Perón, mármol, Quinta de San Vicente, San Vicente, provincia de Buenos Aires, Argentina
- Sexta Sinfonía de Beethoven, mármol, Jardín Botánico de la Ciudad de Buenos Aires, Argentina
- San Juan, bronce, Catedral de Adelaida, Australia.
- Simón Bolivar, bronce ecuestre, en Santa Marta, Colombia.

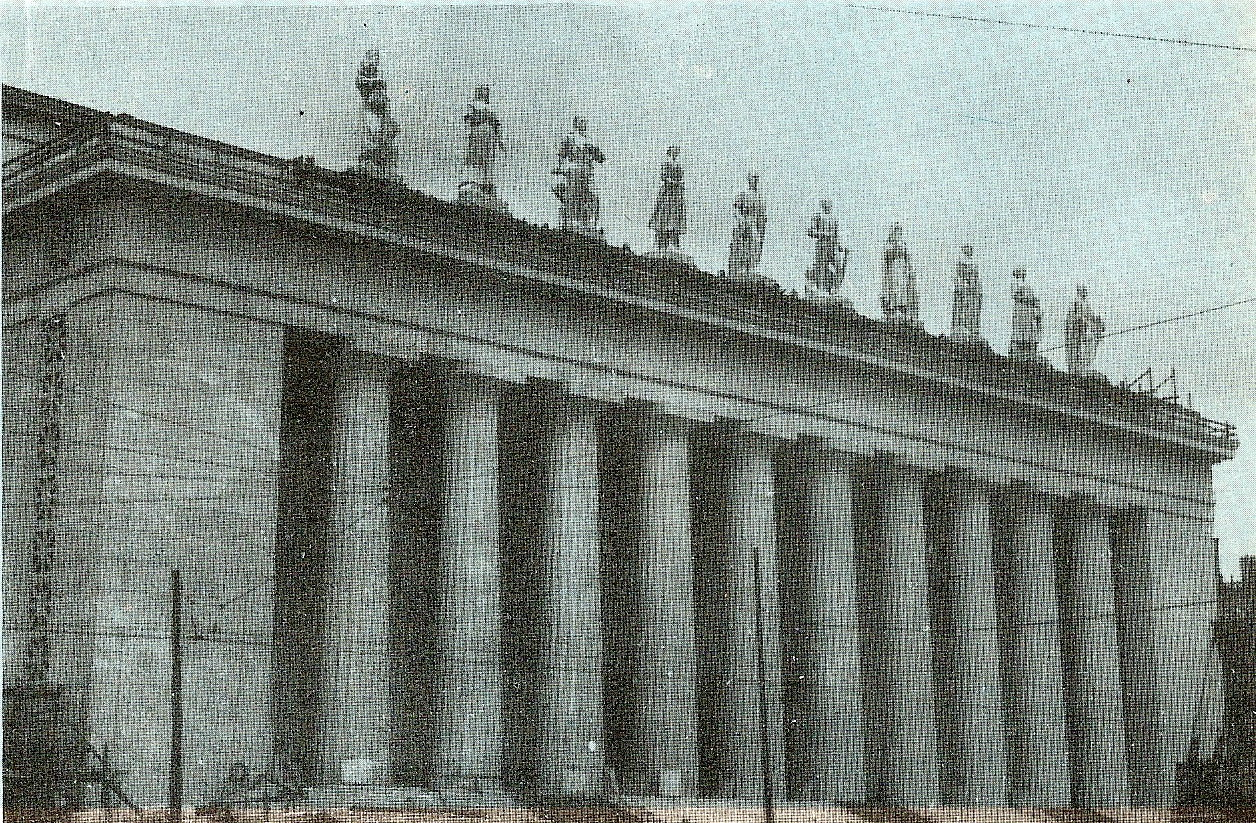
Las diez estatuas del techo de la sede de la Fundación Eva Perón en la Avenida Paseo Colón 850 en 1950 (hoy Facultad de Ingeniería de la Universidad de Buenos Aires), de Leone Tommasi, que representaban a los "descamisados", ciudad de Buenos Aires, Argentina.